# La somma
La somma è un singolo del rapper italiano Mr. Rain, pubblicato il 17 maggio 2019 per l'etichetta Warner Music Italy e realizzato insieme a Martina Attili.

## Video musicale
Il video vede i due artisti cantare la canzone in diverse situazioni, e due giovani attori che inscenano una performance che richiama Rest Energy di Marina Abramović e Ulay.

## Tracce
1. La somma – 3:17

## Classifiche
| Classifica (2019) | Posizione massima |
| ----------------- | ----------------- |
| Italia            | 44                |